# Rabarbara
Rabarbara (lat. Rheum) je višegodišnji rod zeljastih biljka s krupnim listovima i dugim debelim zelenim, ljubičastim, ili ružičastim stabljikama. Biljke posjeduju velike listove i trokutastu dugu mesnatu stabljiku. Cvijeće je malo, zeleno-bijelo do ružičasto-crveno. Postoji mnogo vrsta rabarbare uzgojene kao medicinska biljka i kao biljka za ljudsku prehranu. Za ishranu se koriste samo stabljike, listovi su bogati oksalnom kiselinom te nisu za jelo.
Biljka potječe s Himalaje, a uzgoj joj se prvo proširio u Rusiji u 16. stoljeću, te tek potom i u Europi, prije svega u Njemačkoj, Engleskoj i Francuskoj. Kod nas se uzgoj preporuča od druge polovine 19. stoljeća.

## Kemijski sastav
Stabljike sadrže 94 - 95 % vode ,dosta voćnih kiselina, prije svega jabučne, kao i dosta mineralnih tvari i vitamina. Rabarbara sadrži relativno malo vitamina C, međutim sadrži puno više vitamina B: niacin, pantotensku kiselinu i folnu kiselinu. Rabarbara je nevjerojatno bogata kalcijem (80 mg/100g rabarbare),kao i magnezijem i manganom.
Sadrži oko 1,3 g/100 g ugljikohidrata, vitamina C ( 10 mg/100g), a mnogo je kalija, željeza te fosfora. Stabljike sadrže i oko 460 mg/100 g oksalne kiseline,stoga osobe s bubrežnim i žučnim oboljenjima trebaju biti oprezne kod konzumacije istih.Nadalje oksalna kiselina koči resorpciju kalcija,pa na rabarbaru kao izvor kalcija ne treba računati.

## Rabarbara u prehrani
Od drške rabarbare se priprema: juha, sarma, salata, umak, kompot, marmelada, džem, a koristi se i kao dodatak nekim slasticama.

## Galerija
- Stabljike rabarbare
- Lišće rabarbare
- Cvijeće rabarbare

## Vrste
1. Rheum acuminatum Hook.f. & Thomson
2. Rheum alexandrae Batalin
3. Rheum australe D.Don
4. Rheum compactum L.
5. Rheum cordatum Losinsk.
6. Rheum coreanum Nakai
7. Rheum darvasicum V.S.Titov ex Losinsk.
8. Rheum delavayi Franch.
9. Rheum fedtschenkoi Maxim. ex Regel
10. Rheum forrestii Diels
11. Rheum globulosum Gage
12. Rheum hissaricum Losinsk.
13. Rheum hotaoense C.Y.Cheng & T.C.Kao
14. Rheum × hybridum Murray
15. Rheum inopinatum Prain
16. Rheum khorasanicum Baradaran & Jafari
17. Rheum kialense Franch.
18. Rheum laciniatum Prain
19. Rheum lhasaense A.J.Li & P.K.Hsiao
20. Rheum likiangense Sam.
21. Rheum lucidum Losinsk.
22. Rheum macrocarpum Losinsk.
23. Rheum maculatum C.Y.Cheng & T.C.Kao
24. Rheum maximowiczii Losinsk.
25. Rheum moorcroftianum Royle
26. Rheum nanum Siev. ex Pall.
27. Rheum neyshabourense Baradaran & Jafari
28. Rheum nobile Hook.f. & Thomson
29. Rheum officinale Baill.
30. Rheum palaestinum Feinbrun
31. Rheum palmatum L.
32. Rheum persicum Losinsk.
33. Rheum platylobum Rech.f.
34. Rheum przewalskyi Losinsk.
35. Rheum pumilum Maxim.
36. Rheum racemiferum Maxim.
37. Rheum rhabarbarum L.
38. Rheum rhaponticum L.
39. Rheum rhomboideum Losinsk.
40. Rheum ribes L.
41. Rheum spiciforme Royle
42. Rheum subacaule Sam.
43. Rheum sublanceolatum C.Y.Cheng & T.C.Kao
44. Rheum × svetlanae Krassovsk.
45. Rheum tanguticum (Maxim. ex Regel) Balf.
46. Rheum tataricum L.f.
47. Rheum tibeticum Maxim. ex Hook.f.
48. Rheum turkestanicum Janisch.
49. Rheum uninerve Maxim.
50. Rheum webbianum Royle
51. Rheum wittrockii C.E.Lundstr.
52. Rheum yunnanense Sam.